# Papel social de gênero
Nas ciências sociais e humanas, papel social de gênero é um conjunto de comportamentos associados com masculinidade e feminilidade, em um grupo ou sistema social. Todas as sociedades conhecidas possuem um sistema sexo/gênero, ainda que os componentes e funcionamento deste sistema variem bastante de sociedade para sociedade.

## Definição
Papéis de gênero referem-se a um conjunto de padrões e expectativas de comportamentos que são aprendidos em sociedade correspondentes aos diferentes gêneros e que conformam as identidades dos indivíduos pertencentes a esses grupos. São a manifestação social ou a representação social do que é ser macho ou fêmea, em
diferentes culturas ou mesmo dentro de uma mesma cultura, segundo a antropóloga, professora e pesquisadora do tema, Miriam Grossi. O processo de produção desses comportamentos não se dá de forma individual, mas depende das posições que esses indivíduos ocupam em uma determinada coletividade e em situações sociais concretas.
A maioria dos pesquisadores reconhece que o comportamento dos indivíduos é uma consequência das regras e valores sociais, e da disposição individual, seja genética, inconsciente, ou consciente. Alguns pesquisadores enfatizam o sistema social e outros enfatizam orientações subjetivas e disposições.
Com o passar do tempo mudanças ocorrem sob regras e valores. Entretanto todos os cientistas sociais reconhecem que culturas e sociedades são dinâmicas e mudam. Há extensos debates em como e o quão rápido estas mudanças ocorrem. Tais debates são especialmente intensos quando envolvem o sistema sexo/gênero, já que as pessoas possuem uma gama de visões diferentes sobre o quanto gênero depende do sexo biológico.
Outro ponto de concordância é a possibilidade de mudança dos padrões de comportamento, na medida em que o comportamento dos indivíduos na sociedade é influenciado pela cultura (regras e valores coletivos) e pela disposição interna de cada um ou cada uma.
A identificação dos diferentes comportamentos de gênero é uma ferramenta de análise fundamental para a compreensão do lugar ocupado pela categoria gênero na escala social e o valor socialmente dado a cada um dos grupos e, a partir daí, foi possível a sua desconstrução e desnaturalização.
É importante também assinalar que esses padrões não são absolutos e homogêneos, o que significa que devemos compreendê-los como expectativas socialmente assumidas pela sociedade, mas que não representam o conjunto de atitudes e comportamentos de todos os indivíduos dos grupos de forma homogênea. Para Iris Marion Young, “dizer que uma pessoa é uma mulher pode antecipar algo sobre os constrangimentos e expectativas em geral com os quais ela precisa lidar. Mas não antecipa qualquer coisa em particular sobre quem ela é, o que ela faz, como ela vivencia sua posição social".

## Transgeneridade
A categoria gênero também inclui a transgeneridade (ou transexualidade). Hoje sabemos que a sociedade não possui apenas dois gêneros, embora possua dois sexos, e é fundamental identificar o conjunto de gêneros em determinado agrupamento social. Há ainda cientistas que identificam os papéis de gênero com a categoria sexo – homem e mulher, mas mesmo esses assumem que os papéis considerados masculinos ou femininos são socialmente determinados pelo conjunto de regras e valores de um determinado agrupamento humano.
As pessoas rompem as barreiras das identidades de gênero, o que não invalida a sua compreensão enquanto ferramenta de análise. Isso porque a categoria “identidade de gênero” não é a única que descreve o comportamento de um determinado grupo. Individualmente as pessoas são marcadas em seu comportamento de forma diferente e a vida em sociedade nos faz pertencer não somente a uma estrutura social (gênero), mas a um conjunto de estruturas sociais que, da mesma forma, também influenciam seus comportamentos e atitudes e, por consequência, os papéis que cada grupo  joga na sociedade, tais como classe social ou fração de classe a que pertence, vivência com relação ao pertencimento de raça, etnia, orientação sexual, etc. 